# Glorieta de Luis Montoto (Sevilla)

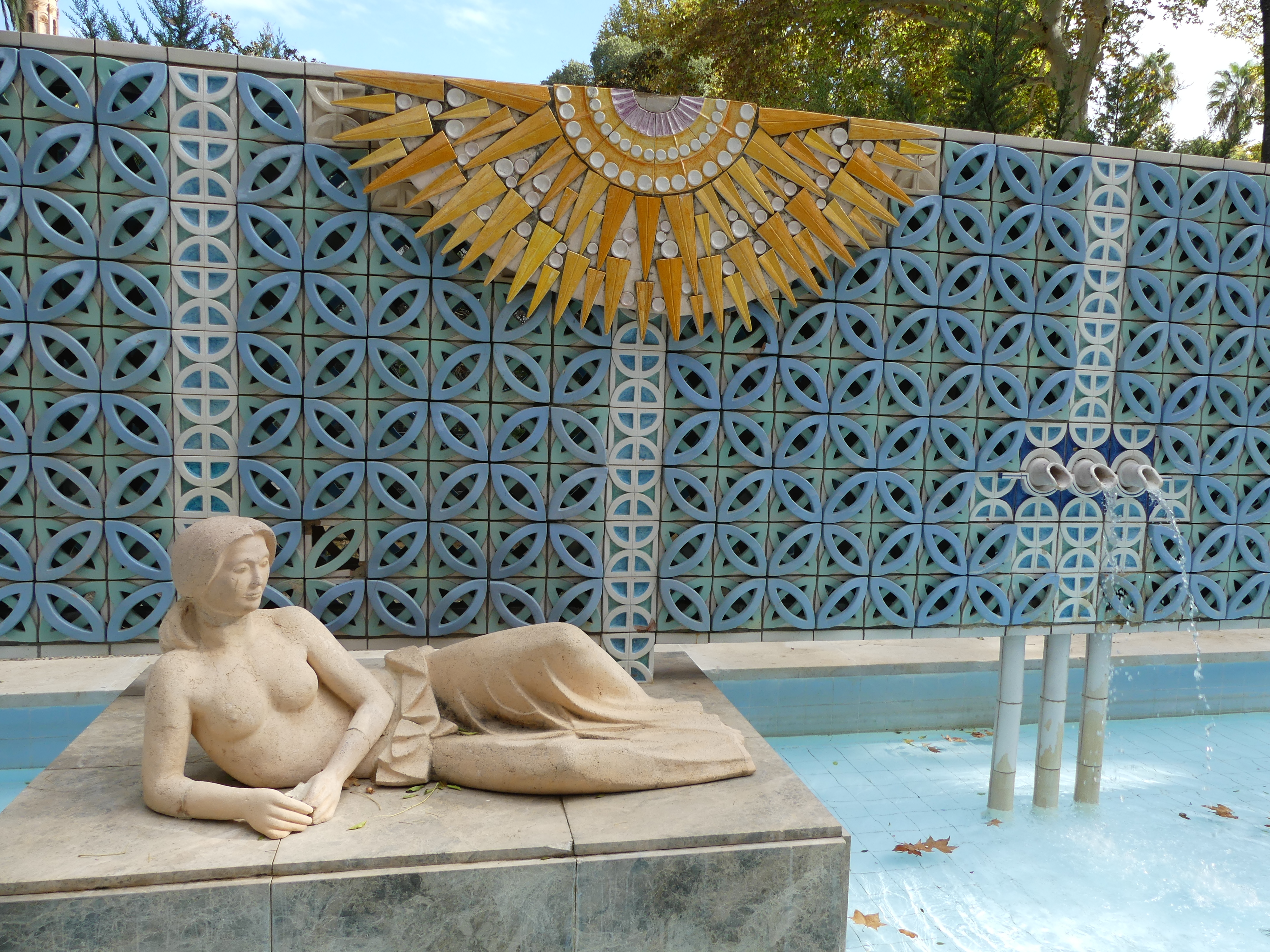
Estatua de mujer y celosía en la glorieta de Luis Montoto.

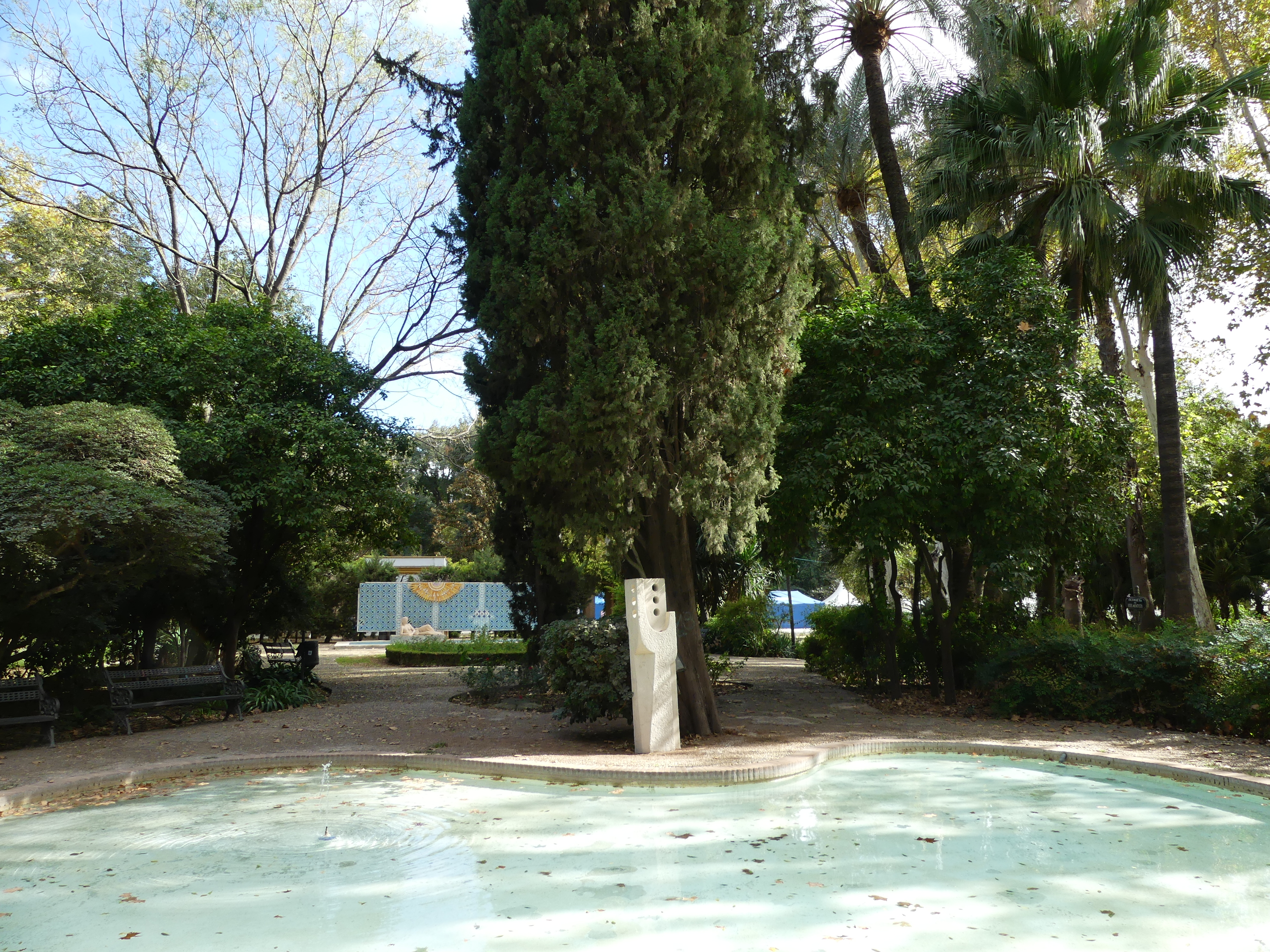
Vista general de la Glorieta de Luis Montoto.

La glorieta de Luis Montoto se encuentra en el parque de María Luisa, Sevilla, Andalucía, España.

## Características
La primera propuesta de erigir un monumento a Luis Montoto surge de los hermanos Álvarez Quintero en 1929, pero no se efectuó.
En la década de 1950 Celestino Fernández Ortiz, entonces teniente alcalde-delegado de Parques y Jardines, propuso la idea de nuevo. Se encargó al arquitecto sevillano Luis Gómez Stern llevar a cabo el esquema del monumento. Se contrató al escultor Emilio García Ortiz, que labró un monolito constructivista de piedra en 1957, que se inauguró en 1959.
En 1967 se construyó frente al monolito una fuente con una mujer tumbada realizada en un vaciado de piedra artificial, con un mural de cerámica vidriada con forma de celosía de color celeste. La estatua de la mujer y la celosía son obra de Emilio García Ortiz, que contó con la colaboración de José Elías y José Lupiáñez.
Este espacio se encuentra junto a la glorieta de los Lotos y entre las glorietas de Bécquer y de Luca de Tena.

## Vegetación
La vegetación que rodea el recinto se compone de nandinas (nandina domestica), arbusto originario de China, India y Japón que durante las estaciones de primavera y verano muestra racimos de flores blancas; también un laurel tóxico (acokanthera oblongifolia), arbusto originario de Sudáfrica que también durante la primavera se abren sus flores rosas o blancas; un grupo de cañas de indias (canna indica), con sus llamativas flores que enseña durante casi todo el año; pitosporos (pittosporum tobira), un árbol de fuego (grevillea robusta), magnolios (agnolia grandiflora), almeces (celtis australis) y cipreses (cupressus sempervirens).